# 敞開心房
《敞開心房》（英語：Open Your Heart）是美國女歌手瑪丹娜在1986年11月發行的歌曲，為她第三張錄音室專輯《忠實者》（英語：True Blue）所推出的第四支單曲，它是瑪丹娜第5首美國冠軍單曲。

## 資料

### 歌曲簡介
〈敞開心房〉最早是首搖滾歌曲，它是由Gardner Cole與Pter Rafelson所創作，原名叫〈Follow Your Heart〉，這首歌曲原本作者意屬是由辛蒂·羅波（Cyndi Lauper）來演唱的，不過後來這首歌曲被瑪丹娜先採用了。瑪丹娜將這首歌曲改了歌詞以及歌名，她將〈Follow Your Heart〉改為〈Open Your Heart〉，因此瑪丹娜成為這首歌曲的共同作者，然後再經過瑪丹娜和Patick Leonard重新修編譜曲，將這首歌曲改成為節奏強勁放克味道十足的流行舞曲。
瑪丹娜在拍攝〈敞開心房〉的音樂影片前，特地委託法國知名時裝設計師尚-保羅·高緹耶（Jean-Paul Gaultier）幫她設計造型服裝。以性感女星麗莎·明妮莉（Liza Minnelli）為靈感，瑪丹娜在〈敞開心房〉的MV中化身為大跳艷舞的脫衣舞娘。瑪丹娜在這支MV中想要傳達的意念是在講述純真與邪惡之間的對抗，片中的小男孩代表純真，俱樂部裡面的觀眾代表邪惡，而扮演脫衣舞娘的她最後選擇了純真。

### 商業成績
〈敞開心房〉是《忠實者》所發行的第四支單曲，前三首單曲都進入了告示牌單曲榜前5名，其中兩首還是冠軍單曲。〈敞開心房〉在1986年11月12日發行單曲，12月13日首先在英國單曲榜獲得第4名。〈敞開心房〉在1986年12月6日進入告示牌單曲榜，首週成績為第51名，上一首單曲〈忠實者〉正由第12名緩慢下降，經過近兩個月爬升，〈敞開心房〉於1987年2月7日登上美國告示牌單曲榜冠軍，成為瑪丹娜第5首美國冠軍單曲，這也是《忠實者》專輯的第3首冠軍單曲。〈敞開心房〉在榜內一共停留了18週，並在1987年告示牌年終百大單曲榜名列第30名。
〈敞開心房〉除獲得流行榜冠軍外，它在1987年2月14日也登上舞曲榜的榜首，這是瑪丹娜第5次獲得該榜的冠軍。

### 單曲收錄
〈敞開心房〉除收錄於瑪丹娜1986年第三張專輯《忠實者》（英語：True Blue）中，日後亦收錄在瑪丹娜1990年的《瑪丹娜精選輯》（英語：The Immaculate Collection）以及2009年的《娜經典》（英語：Celebration）精選輯中。

### 重要紀事
在2014年第56屆葛萊美獎（Grammy Awards）典禮中，瑪丹娜獲邀演出。向來力挺同志族群的瑪丹娜在典禮中為34對不同種族、年齡及性傾向的伴侶完成婚禮，穿著一襲白色西裝搭配牛仔帽，在婚禮進行中演唱〈敞開心房〉。